# Giuliano Alesi
Giuliano Alesi (Avignon, 1999. szeptember 20. –) francia autóversenyző.

## Magánélete
Jean Alesi egykori Formula–1-es versenyző és Kumiko Goto énekes, színésznő fia.

## Pályafutása

### Gokart
Az Avignonban született Alesi 2013-ban kezdett gokartozni. Abban az évben a KF3-as kategória bajnokságát a 14. helyen zárta, 2014-ben pedig a Baby Race SRL-lel teljesítette a KFJ kategória bajnokságát.

### Formula–4
2015 márciusában bejelentették, hogy Alesi a formaautós bajnokságokban fog szerepelni, első lépésként pedig a francia Formula–4-es bajnokságban indult. Első futamát mindjárt a pole-pozícióból kezdhette és megnyerte, valamint övé lett a versenyben futott leggyorsabb kör is. A szezon során két további versenyt nyert, amivel a juniorok között a második, összetettben pedig negyedig lett a pontversenyben.

### GP3
2015 decemberében részt vett a szezon végi teszteken az Arden International és a Jenzer Motorsport meghívására. Ugyanebben a hónapban bejelentették, hogy 2016-ban már a mezőny tagjaként fog versenyezni, 2016 februárjában pedig az is hivatalossá vált, hogy csapata a Trident Racing lesz. Első évében mindössze egy pontot szerzett, azonban 2017-ben megnyerte a Brit nagydíj sprintversenyét, összetettben pedig az 5. helyen végzett, 99 ponttal.

### Formula–2

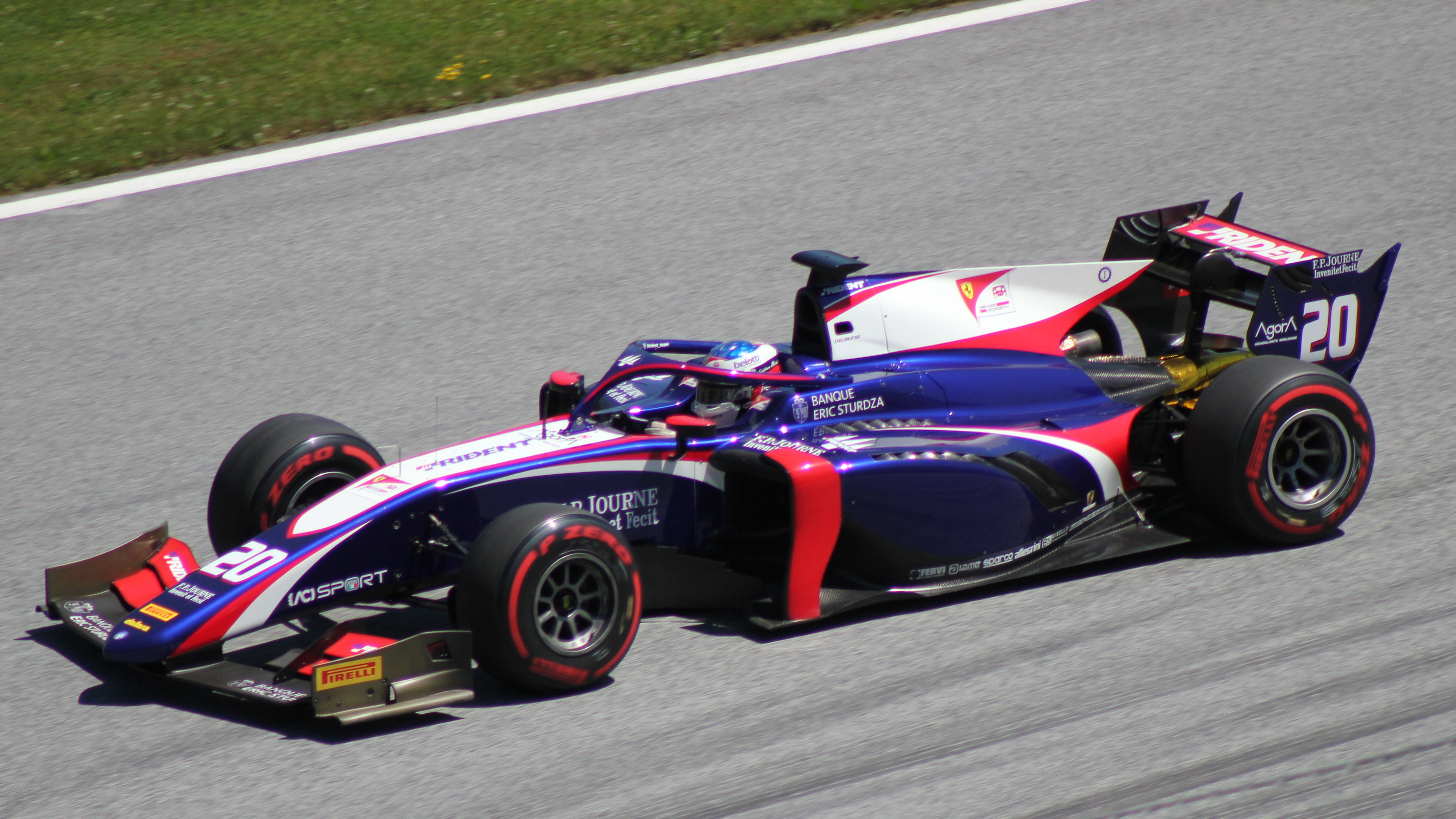
Alesi a 2019-es osztrák nagydíjon

A Trident 2018 decemberében bejelentette, hogy Alesi marad a csapatnál 2019-ben, de egy kategóriával feljebb az FIA Formula–2 bajnokságban.
A nyári szünet utáni első versenyét a legendás Circuit de Spa-Francorchamps versenypályán rendezték. A futam 2. körének kezdetekor az "Eau Rouge" nevű emelkedő kijáratán nekiütközött a gumifalnak és egy jobb hátsó defektet kapott. A nem sokkal mögötte érkező Anthoine Hubert megpróbálta kikerülni és pálya másik felén lévő gumifalnak ütközött. Ezt követően Hubert járműve megállt az ideális ív mellett, ekkor Juan Manuel Correa körülbelül 218 km/ órás sebességgel a BWT Arden pilótafülkéjének oldalába rohant, aminek következtében Hubert életét vesztette. A versenyt azonnal piros zászlóval leintették és nem is indították el újra. Correa versenygépe fejtetőre állt és súlyos sérülésekkel szállították kórházba. Alesi nem sérült meg a balesetben. Még egy aznapi döntés értelmében a vasárnapra tervezett sprintversenyt törölték és az ő autóját, mivel szerepet játszott a balesetben, lefoglalták és a soron következő olasz hétvégét már a csapattársa Ralph Boshung autójával teljesítette. A szezonzáró hétvége során a BWT Arden helyét átvevő HWA Racelab bejelentette, hogy leszerződtették Artyom Markelov csapattársa mellé a 2020-as évadra.
2020. szeptember 22-én az orosz versenyhétvége előtt nem sokkal bejelentették, hogy Alesi elhagyja a gárdát és a szezont a holland MP Motorsport alakulatánál fejezte be a japán Macusita Nobuharu helyén, Felipe Durgovich csapattársaként. Az év utolsó versenyén a 6. helyen zárt. Mivel csupán két alkalommal zárt a pontszerző zónában a kiírás első és utolsó futamán, a tabellán a 17. pozíciót foglalta el 12 szerzett egységgel.

### Formula–1
2016 márciusában tagja lett a Scuderia Ferrari akadémiájának. 2020. november 9-én Jean Alesi egy interjúban bejelentette, hogy az olasz gyártó menesztette a fiát junior programból, de ez végül nem így történt.
2021 januárjában tesztelhette az olasz gárda 2018-as konstrukcióját, majd nem sokkal később bejelentette, hogy távozik a csapat akadémiájáról.

### Japánban

#### Super GT
A 2021-es Super GT évadban a "300-as" osztályban állt rajthoz, de nem sikerült pontokat gyűjtenie. Egy évvel később a Toyota igazolta le és felkerült a "GT500-as" mezőnybe.

#### Super Formula
2021. január 28-án bejelentésre került, hogy a 2021-es szezonban a Super Formula Lights-ban fog versenyezni a TOM'S csapatánál. A bajnokság a japán Formula–3-as sorozatnak felelt meg és a Super Formula előtt lévő géposztály. 2021. április 25-én debütálhatott a Super Formulában is Nakadzsima Kazuki helyén és a 9. helyen zárt Suzukában, amivel 2 pontot szerzett. Májusban, Autopolisban első pole-ját és első sikerét is elkönyvelhette.
2021 decemberében a Toyota nyilvánosságra hozta 2022-es pilótái névsorát és Alesi maradt az alakulatnál.

## Eredményei

### Karrier összefoglaló
| Szezon  | Bajnokság                      | Csapat                  | Verseny | Győzelem | Pole | Leggyorsabb kör | Dobogó | Pont  | Helyezés |
| ------- | ------------------------------ | ----------------------- | ------- | -------- | ---- | --------------- | ------ | ----- | -------- |
| 2015    | Francia Formula–4-es bajnokság |                         | 21      | 3        | 2    | 2               | 4      | 168,5 | 4.       |
| 2015–16 | MRF Challenge Formula–2000     | MRF Racing              | 4       | 0        | 0    | 0               | 0      | 3     | 23.      |
| 2016    | GP3                            | Trident                 | 15      | 0        | 0    | 0               | 0      | 1     | 22.      |
| 2017    | GP3                            | Trident                 | 15      | 3        | 0    | 1               | 4      | 99    | 5.       |
| 2018    | GP3                            | Trident                 | 16      | 1        | 0    | 1               | 4      | 100   | 7.       |
| 2019    | Formula–2                      | Trident                 | 22      | 0        | 0    | 0               | 0      | 20    | 15.      |
| 2020    | Formula–2                      | HWA Racelab             | 18      | 0        | 0    | 0               | 0      | 12    | 17.      |
| 2020    | Formula–2                      | MP Motorsport           | 0       | 0        | 0    | 0               | 0      | 12    | 17.      |
| 2021    | Super GT                       | Arto Team Thailand      | 8       | 0        | 0    | 0               | 0      | 0     | HN       |
| 2021    | Super Formula                  | Kuo Vantelin Team TOM'S | 5       | 1        | 1    | 0               | 1      | 20    | 11.      |
| 2021    | Super Formula Lights           | TOM'S                   | 17      | 4        | 2    | 5               | 14     | 103   | 2.       |
| 2022    | Super GT                       | Toyota Gazoo Racing     | 7       | 0        | 0    | 0               | 1      | 27,5* | 10.*     |
| 2022    | Super Formula                  | Kuo Vantelin Team TOM'S | 10      | 0        | 0    | 0               | 0      | 3     | 20.      |

* A szezon jelenleg is zajlik.

### Teljes GP3-as eredménylistája
(Táblázat értelmezése)

(Félkövér: pole-pozícióból indult; dőlt: leggyorsabb kört futott) 

| Év   | Csapat  | 1          | 2          | 3          | 4          | 5          | 6          | 7          | 8          | 9           | 10         | 11         | 12         | 13         | 14         | 15         | 16         | 17         | 18         | Helyezés | Pont |
| ---- | ------- | ---------- | ---------- | ---------- | ---------- | ---------- | ---------- | ---------- | ---------- | ----------- | ---------- | ---------- | ---------- | ---------- | ---------- | ---------- | ---------- | ---------- | ---------- | -------- | ---- |
| 2016 | Trident | ESP FEA 22 | ESP SPR 16 | AUT FEA Ni | AUT SPR Ni | GBR FEA 16 | GBR SPR Ki | HUN FEA 19 | HUN SPR 16 | GER FEA Ki  | GER SPR 14 | BEL FEA 10 | BEL SPR 12 | ITA FEA Ni | ITA FEA 19 | MAL FEA 16 | MAL SPR 13 | UAE FEA 11 | UAE SPR 10 | 22.      | 1    |
| 2017 | Trident | ESP FEA 17 | ESP SPR 11 | AUT FEA 6  | AUT SPR 2  | GBR FEA 7  | GBR SPR 1  | HUN FEA 6  | HUN SPR 1  | BEL FEA 7   | BEL SPR 1  | ITA FEA 6  | ITA SPR T  | JER FEA 9  | JER SPR 7  | UAE FEA Ki | UAE SPR 10 |            |            | 5.       | 99   |
| 2018 | Trident | ESP FEA 7  | ESP SPR 1  | FRA FEA 3  | FRA SPR 6  | AUT FEA 6  | AUT SPR Ki | GBR FEA 8  | GBR SPR 2  | HUN FEA 17† | HUN SPR 16 | BEL FEA 9  | BEL SPR 6  | ITA FEA 6  | ITA SPR 2  | RUS FEA 14 | RUS SPR 17 | UAE FEA 6  | UAE SPR 10 | 7.       | 100  |

† A versenyt nem fejezte be, de helyezését értékelték, mert a versenytáv több, mint 90%-át teljesítette.

### Teljes FIA Formula–2-es eredménysorozata
(Táblázat értelmezése)

(Félkövér: pole-pozícióból indult; dőlt: leggyorsabb kört futott) 

| Év   | Csapat        | 1          | 2           | 3           | 4           | 5          | 6          | 7           | 8           | 9           | 10          | 11         | 12         | 13         | 14         | 15         | 16         | 17         | 18         | 19         | 20         | 21          | 22          | 23          | 24         | Helyezés | Pont |
| ---- | ------------- | ---------- | ----------- | ----------- | ----------- | ---------- | ---------- | ----------- | ----------- | ----------- | ----------- | ---------- | ---------- | ---------- | ---------- | ---------- | ---------- | ---------- | ---------- | ---------- | ---------- | ----------- | ----------- | ----------- | ---------- | -------- | ---- |
| 2019 | Trident       | BHR FEA 12 | BHR SPR Kiz | AZE FEA Ki  | AZE SPR Ki  | ESP FEA Ki | ESP SPR 16 | MON FEA 11  | MON SPR Ki  | FRA FEA 10  | FRA SPR 14  | AUT FEA 13 | AUT SPR Ki | GBR FEA 17 | GBR SPR Ki | HUN FEA 13 | HUN SPR 12 | BEL FEA T  | BEL SPR T  | ITA FEA 7  | ITA SPR 7  | RUS FEA 13  | RUS SPR 8   | UAE FEA 8   | UAE SPR 5  | 15.      | 20   |
| 2020 | HWA Racelab   | AUT1 FEA 6 | AUT1 SPR Ki | AUT2 FEA 21 | AUT2 SPR 15 | HUN FEA 11 | HUN SPR 10 | GBR1 FEA 19 | GBR1 SPR 18 | GBR2 FEA 16 | GBR2 SPR 20 | ESP FEA Ki | ESP SPR 19 | BEL FEA 18 | BEL SPR 14 | ITA FEA 18 | ITA SPR 12 | MUG FEA Ki | MUG SPR Ki |            |            |             |             |             |            | 17.      | 12   |
| 2020 | MP Motorsport |            |             |             |             |            |            |             |             |             |             |            |            |            |            |            |            |            |            | RUS FEA 14 | RUS SPR 16 | BHR1 FEA 17 | BHR1 SPR 13 | BHR2 FEA 15 | BHR2 SPR 6 | 17.      | 12   |

### Teljes Super GT eredménysorozata
| Év   | Csapat              | Osztály | 1      | 2      | 3      | 4      | 5      | 6      | 7      | 8      | Helyezés | Pont  |
| ---- | ------------------- | ------- | ------ | ------ | ------ | ------ | ------ | ------ | ------ | ------ | -------- | ----- |
| 2021 | Arto Team Thailand  | GT300   | OKA 24 | FUJ 22 | MOT Ki | SUZ 20 | SUG 17 | AUT Ki | MOT 17 | FUJ 20 | HN       | 0     |
| 2022 | Toyota Gazoo Racing | GT500   | OKA 6  | FUJ 2‡ | SUZ 10 | FUJ 4  | SUZ 9  | SUG 10 | AUT 8  | MOT    | 10.*     | 27,5* |

* A szezon jelenleg is zajlik.
‡ A versenyen félpontokat osztottak ki, mivel nem teljesítették a táv 75%-át.

### Teljes Super Formula eredménylistája
(Táblázat értelmezése)

(Félkövér: pole-pozícióból indult; dőlt: leggyorsabb kört futott) 

| Év   | Csapat                  | 1      | 2     | 3      | 4      | 5      | 6      | 7      | 8      | 9      | 10     | Helyezés | Pont |
| ---- | ----------------------- | ------ | ----- | ------ | ------ | ------ | ------ | ------ | ------ | ------ | ------ | -------- | ---- |
| 2021 | Kuo Vantelin Team TOM'S | FUJ    | SUZ 9 | AUT 1‡ | SUG 9  | MOT 16 | MOT    | SUZ 8  |        |        |        | 11.      | 20   |
| 2022 | Kuo Vantelin Team TOM'S | FUJ 17 | FUJ 8 | SUZ 15 | AUT Ki | SUG 13 | FUJ Ki | MOT 13 | MOT Ki | SUZ 21 | SUZ 16 | 20.      | 3    |

* A szezon jelenleg is zajlik.
‡ A versenyen félpontokat osztottak ki, mivel nem teljesítették a táv 75%-át.